# Домінік Стечик
Домінік Патрик Стечик (пол. Dominik Patryk Steczyk, нар. 4 травня 1999, Катовиці, Польща) — польський футболіст, нападник клубу «Рух» з Хожува.

## Ігрова кар'єра

### Клубна
Домінік Стечик починав займатися футболом у молодіжній команді свого рідного міста Катовиці. Потім він перебрався до Німеччини, де далі грав у молодіжному складі клубу «Бохум». У 2018 році футболіст потрапив до заявки клубу «Нюрнберг». Але в основі команди він так і не зіграв, виступаючи лише у дублі в Регіональній лізі.
У 2019 році Стечик повернувся до Польщі, де продовжив свою кар'єру у клубі Екстракласи «П'яст». У серпні 2022 року нападник знову повернувся до Німеччини, де провів сезон у клубі «Галлешер», який виступає у Лізі 3.
Після завршення контракту з німецьким клубом, Стечик як вільний агент приєднався до клубу «Рух», який виборов право грати у Екстракласі.

### Збірна
З 2018 по 2019 роки Домінік Стечик виступав у складі молодіжної збірної Польщі.